# Pyrausta laticlavia
Pyrausta laticlavia is een vlinder van de familie van de grasmotten (Crambidae). De wetenschappelijke naam van deze soort is voor het eerst voorgesteld als Botys laticlavia door Augustus Radcliffe Grote en Coleman Townsend Robinson in een publicatie uit 1867.

## Verspreiding
De soort komt voor in het uiterste zuiden van Canada en in de Verenigde Staten.

## Waardplanten
De rups leeft op soorten van de lipbloemenfamilie Lamiaceae waaronder Salvia rosmarinus (= Rosmarinus officinalis).